# Kongamato

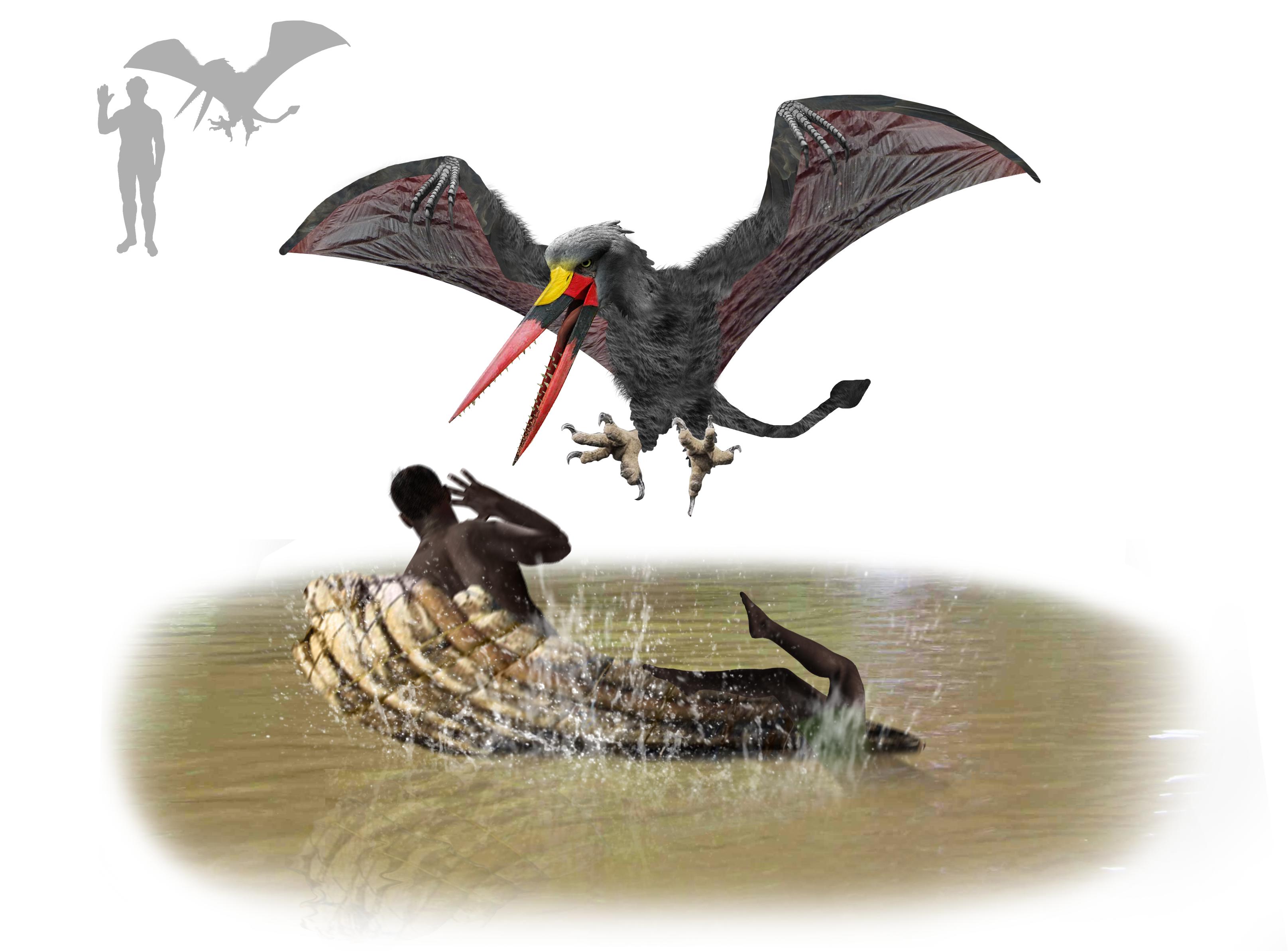
Kongamato künstlerische Darstellung

 Der Kongamato („Überwältiger der Boote“) soll ein noch heute in den Jiundu-Sümpfen in West-Zaire (heutige Demokratische Republik Kongo) lebender Flugsaurier sein.

## Beschreibung
Der Kongamato soll eine Flügelspannweite von etwa 1,20 bis 2,10 Meter erreichen. Der Flugsaurier besitzt keine Federn, sondern eine glatte rot oder schwarz gefärbte Haut und einen langen Schnabel, gespickt mit Zähnen. Seinen Namen „Überwältiger der Boote“ gaben die Einheimischen dem Tier, da es auf seiner Jagd angeblich die Kanus der Fischer zum Kentern bringe. Außerdem soll das Wesen jedem, der es ansieht, den Tod bringen.

## Sichtungen
Der erste Bericht über den Kongamato wurde 1923 von dem britischen Abenteurer Frank H. Melland aufgezeichnet. Der Stamm der Kaonde berichtete dem Briten von dem seltsamen „Dämon der Sümpfe“. Als Melland der einheimischen Bevölkerung Zeichnungen von Flugsauriern zeigte, identifizierten sie diese, angeblich ohne zu zögern, als Kongamato.
Zwei Jahre später berichtet der Pressekorrespondent J. Ward Price aus England von einer unheimlichen Begegnung. Mit dem späteren König Eduard VIII. war er in den damaligen britischen Kolonien in Afrika unterwegs. Während dieser Reise begegneten sie einem Einheimischen, der weit in die gefürchteten Jiundu-Sümpfe vorgedrungen war. Es schien ein Wunder zu sein, dass dieser Mann überhaupt mit dem Leben davongekommen war, denn er war dort attackiert und schwer verletzt worden. Die klaffende Fleischwunde auf seinem Rücken hatte ihm nach seinen Aussagen ein großer Vogel zugefügt, der ihn in den Sümpfen angegriffen hatte. Auffällig war, dass der Verletzte behauptete, der Vogel habe fürchterliche Zähne im Schnabel getragen. Als man dem Verletzten später Bilder prähistorischer Flugsaurier zeigte, ergriff er in Panik die Flucht.
1932 wollen der Naturforscher Gerald Russell und der Anomalistiker sowie Kryptozoologe Ivan T. Sanderson gemeinsam in Kamerun einen Kongamato gesichtet haben. Weitere Sichtungen berichteten der Ingenieur J. P. F. Brown 1956 aus Zaire und ein Ehepaar namens Gregor aus Südrhodesien.
1957 erschien in der Gegend, in der auch Brown seine Flugsaurier gesehen haben will, ein Mann mit schweren Brustverletzungen im Krankenhaus und behauptete in den Bangweulu-Sümpfen von einem großen Vogel angegriffen worden zu sein. Als ihn die Ärzte baten, den Angreifer zu zeichnen, skizzierte er die Umrisse eines Flugsauriers. In den späten 1950er Jahren tauchte auch ein angebliches Foto eines Kongamato auf, das sich jedoch später als Fälschung herausstellte.

## Erklärungsversuche
Es könnte sich eventuell um Sichtungen einheimischer Storcharten wie den Schuhschnabel-Storch, der in Zaires Sümpfen lebt, handeln. Allerdings sind keine Fälle bekannt, in denen sich diese Tiere dem Menschen gegenüber aggressiv verhalten hätten.
Nach einer anderen Erklärung könnte es sich um ein noch nicht klassifiziertes großes Fledertier handeln.